# Camrose Colony
Camrose Colony es un lugar designado por el censo ubicado en el condado de Toole en el estado estadounidense de Montana. En el Censo de 2020 tenía una población de 184 habitantes y una densidad poblacional de 189,69 habitantes por km². Fue incluido como CDP en el censo de 2020. 

## Geografía
Camrose Colony se encuentra ubicado en las coordenadas 48°18′42″N 111°36′43″O / 48.31167, -111.61194.Según la Oficina del Censo de los Estados Unidos, tiene una superficie total de 0,97 km², todos correspondientes a tierra firme.